# Ratpenat d'orelles llargues del mont Kenya
El ratpenat d'orelles llargues del mont Kenya (Laephotis kirinyaga) és una espècie de ratpenat de la família dels vespertiliònids. Viu a Kenya, Uganda i, possiblement, Etiòpia i el Senegal. El seu hàbitat natural són els boscos tropicals, els boscos montans i els boscos de sabana relativament secs, on viu a altituds d'entre 1.160 i 1.700 msnm. Té una llargada total de 74–95 mm, la cua de 28–37 mm i un pes de 4–7 g. El seu nom específic, kirinyaga, significa 'mont Kenya' en kikuyu. Com que fou descobert fa poc, encara no se n'ha avaluat l'estat de conservació, tot i que els seus descriptors recomanaren que es classifiqués com a espècie en risc mínim.